# リンジー・エリンソン
リンジー・エリンソン（Lindsay Ellingson、1984年11月19日 - ）は、アメリカ合衆国出身の女性ファッションモデル。
180センチメートル・84-61-86。カリフォルニア州サンディエゴ出身。ファッションブランド「ビクトリアズ・シークレット」のモデル活動が特に著名。同ブランドの“エンジェル”（広告塔）の一人となっている。

## 来歴
2004年にクリスチャン・ディオールやジョン・ガリアーノ、ランバンのショーを歩いてデビュー。以来、各種ファッションブランドのショーを歩きつつ、ドルチェ&ガッバーナやDKNYなど様々なハイファッションブランドの広告や、日本版マリ・クレール誌、メキシコ版ヴォーグ誌、イギリス版GQ誌など各国で有名雑誌の表紙に登場してきた。
2008年にはトミーヒルフィガーの広告塔に就任、さらに2009年にはビクトリアズ・シークレットの3年契約を獲得。エマニュエラ・デ・パウラ、キャンディス・スワンポール、ロージー・ハンティントン＝ホワイトリー、シャネル・イマンという4名と並んでの同ブランドの広告塔（“エンジェル”）入りであった。
ハイジ・クラム、ミランダ・カー、そしてアドリアナ・リマなどの“巨星”を擁するビクトリアズ・シークレットにあって、比較的新参ながらさっそく2011年に同ブランドのブラジャー「ゴージャス」の広告塔に抜擢されるなどしている。
結婚後に化粧品ブランド「Wonder Beauty」を立ち上げる。

## 私生活
2014年に結婚。相手は医療機器の営業マンで、前年11月に婚約。6年間の交際を経てのことであったという。